# Moses ben Mordecai Zacuto
Moses Ben Mordecai Zacuto, in ebraico משה בן מרדכי זַכּוּת‎?, noto anche con l'acronimo ReMe"Z (Amsterdam, 1625 – Mantova, 1º ottobre 1697), poeta ebreo, talmudista e cabalista, fu rabbino della comunità di Mantova dal 1673 fino alla morte.

## Biografia
Zacuto nacque in una famiglia marrana portoghese ad Amsterdam e studiò materie ebraiche con Saul Levi Morteira. Studiò anche discipline secolari e imparò il latino. Come studente di Morteira, Zacuto potrebbe essere stato, da giovane ad Amsterdam, un compagno di Baruch Spinoza.

### Viaggi
Propenso al misticismo sin da giovane, Zacuto intraprendeva devozioni e digiuni per riuscire a concentrarsi meglio: una volta digiunò per quaranta giorni per dimenticarsi il latino che aveva imparato, affermando che tale lingua non poteva essere compatibile con le verità cabalistiche. Per continuare i suoi studi talmudici andò da Amsterdam in Polonia, come appare chiaro dalla lettera di raccomandazione che consegnò ai delegati di Venezia nel 1672, che erano venuti in Italia a raccogliere contributi per le comunità ebraiche polacche oppresse. Era sua intenzione di andare in pellegrinaggio in Palestina, ma fu persuaso a rimanere rabbino a Venezia, dove infatti rimase dal 1645 fino all'estate del 1673, ad eccezione di un breve soggiorno a Padova. Venne poi chiamato a Mantova dove fu nominato rabbino della comunità con uno stipendio fisso di 300 ducati; lì rimase fino alla morte, ventiquattro anni dopo.

### Misticismo
Zacuto si applicò con grande attenzione e passione allo studio della Cabala ebraica, sotto la guida di Benjamin ha-Levi, discepolo di Hayim Vital, e che era venuto in Italia da Safed; tale occupazione rimase una delle sue attività principali per tutta la vita. Fondò un seminario per lo studio cabalistico ed i suoi studenti prediletti, Benjamin ha-Kohen e Abraham Rovigo (1650-1713), lo visitavano spesso, rimanendo con lui a volte per mesi interi a Venezia o Mantova, per intraprendere interpretazioni dei misteri cabalistici.
Zacuto compose quarantasette poemi liturgici, Alcuni sono stati stampati negli inni festivi Hen Ḳol Ḥadash,, mentre altri sono stati inclusi in vari libri di preghiere ebraiche.
Scrisse inoltre poesie penitenziali (Tikkun Shovavim, Venezia, 1712; Livorno, 1740) per il servizio liturgico della sera prima del Plenilunio, come anche le preghiere di Hosha`na Rabbah e occasioni simili, tutto nello spirito della Cabala. Zacuto fu anche l'autore di una poesia di mille parole, ognuna iniziante con la lettera "א" (Alef Alpin); un lungo poema dal titolo Tofteh `Aruk, o L'Inferno Figurato (Venezia, 1715, 1744), in cui rappresenta le punizioni dell'inferno; il più antico poema drammatico in ebraico, pubblicato col titolo Yesod 'Olam.
Nella sua opera Shorshei Hashemot ("Libro delle Radici dei Nomi") Zacuto incluse lunghe citazioni del cabalista di Fès, Rabbi Isaiah Bakish (XVI secolo).

## Opere
- Hen Ḳol Ḥadash (inni), curato da Moses Ottolenghi (Amsterdam, 1712)
- Tikkun Shovavim (poesie), Venezia, 1712; Livorno, 1740
- Shudda de-Dayyane, guida per le decisioni giuridiche di legge commerciale (Mantova, 1678; ristampato nel Ha-Goren, iii. 181 et seq.)
- Ḳol ha-ReMeZ (postumo), commentario della Mishnah (che conosceva a memoria), con elucidazioni dei commentari di Obadiah di Bertinoro e altri (Amsterdam, 1719)
- Raccolta di responsa ebraici con decisioni halakhiche di contemporanei (Venezia, 1760)
- Iggerot ha-ReMeZ, con lettere di contenuto cabalistico scritte da lui e da altri, oltre al suo poema 'Elef Alpin' (Livorno, 1780)
- Yesod 'Olam (Berlino, 1874)
- Curò e modificò anche lo Zohar (Venezia, 1663) e altri scritti. Un numero considerevole di sue opere, come il suo commentario al Talmud gerosolimitano, le omelie e gli scritti cabalistici, rimangono tuttora inediti.
- Shorshei Hashemot (Libro delle Radici dei Nomi), XVII secolo (in ebraico), Ed. Nehora, 2010.